# Maria Celeste Crostarosa
Giulia Crostarosa, in religione Maria Celeste del Santissimo Salvatore (Napoli, 31 ottobre 1696 – Foggia, 14 settembre 1755), è stata una religiosa italiana, fondatrice dell'Ordine del Santissimo Redentore. È stata beatificata nel 2016.

## Biografia
La Crostarosa era figlia del magistrato abruzzese Francesco, nobile dell'Aquila e di Pizzoli, e di Paola Battistina Caldari. Il 1º novembre 1696 ricevette il battesimo nella chiesa napoletana di San Giuseppe Maggiore e le fu imposto il nome di Giulia Marcella Santa. Ebbe come direttore spirituale il sacerdote Bartolomeo Cacace e, su suo consiglio, emise voto di castità perpetua.
Nel 1716 accompagnò sua sorella Orsola al monastero delle carmelitane scalze di Marigliano e vi rimase come religiosa con il nome di suor Candida del Cielo: durante il suo soggiorno a Marigliano, scelse come nuovo direttore spirituale il pio operaio Tommaso Falcoia, poi vescovo di Castellammare, che nel 1720 aveva fondato a Scala un monastero femminile sotto la regola delle visitandine.
Agli inizi del 1724, poiché la duchessa Isabella Mastrilli aveva fatto chiudere il monastero di Marigliano, si trasferì insieme con la sorella al monastero di Scala e assunse il nome di suor Maria Celeste del Santo Deserto.
Mentre era ancora novizia, dopo un'esperienza mistica (il 25 aprile 1725 ebbe una visione che l'ispirò a iniziare un nuovo ordine), redasse una regola che, grazie all'appoggio di Falcoia, ottenne l'approvazione ecclesiastica. Con la mediazione di Alfonso Maria de' Liguori, il vescovo di Ravello Nicola Guerriero autorizzò la trasformazione della comunità di Scala in monastero sotto il titolo del Santissimo Salvatore e il 13 maggio 1731 (festa di Pentecoste) le monache adottarono la regola della Crostarosa, che iniziò a farsi chiamare Maria Celeste del Santissimo Salvatore.
A causa della pretesa di Falcoia di rimaneggiare la sua regola, nel 1733 la Crostarosa lasciò Scala e si ritirò a Nocera Superiore, nella frazione di Pareti, in un monastero che riformò per ordine del vescovo. Trascorse anche un periodo a Roccapiemonte.
Dopo cinque anni fu chiamata a Foggia per fondare un monastero sotto la sua nuova regola e il 19 marzo 1738 rivestì le sue monache dell'abito religioso. A Foggia ricevette la visita di Gerardo Maiella e di Alfonso Maria de' Liguori, che le inviò anche i suoi componimenti poetici.
Morì nel suo monastero di Foggia dopo 17 anni, nel 1755.

## Culto
Il processo diocesano per la beatificazione di Maria Celeste Crostarosa si celebrò a Foggia nel 1879 e nel 1884.
La Congregazione dei riti esaminò gli scritti dalla religiosa e, con decreto dell'11 dicembre 1895, li dichiarò immuni da errori.
La causa di beatificazione fu introdotta a Roma l'11 agosto 1901.
Il 3 giugno 2013 papa Francesco ha autorizzato la pubblicazione del decreto circa l'esercizio eroico delle virtù della serva di Dio Maria Celeste e il 14 dicembre 2015 lo stesso pontefice ha riconosciuto l'autenticità di un miracolo attribuito all'intercessione della venerabile, approvandone la beatificazione.
Il rito, presieduto dal cardinale Angelo Amato, è stato celebrato nel Santuario di Maria Incoronata a Foggia il 18 giugno 2016.
Il corpo della beata è conservato presso il Monastero delle Redentoriste del Santissimo Redentore a Foggia, dove era conosciuta come la "santa priora".